# 意大利语语法
義大利語文法是義大利語的文法規則。

## 冠词
意大利语的冠词分阳阴两性、单複两数，每一類都加在與其相對應的名詞的前方。
|          | 单数      | 单数    | 复数      | 复数  |
| 阳性     | 阴性      | 阳性    | 阴性      |       |
| -------- | --------- | ------- | --------- | ----- |
| 定冠词   | l',il, lo | l',la   | i, gli    | le    |
| 不定冠词 | un, uno   | una,un' | dei,degli | delle |

## 名词
意大利语的名词分阳性和阴性两大类，并有单复数的变化。不過一般而言，意大利語格的變化已經退化了，故大多數的詞僅會對該詞所屬的性別與指稱的數量做相對應的變化。同樣的结尾可能涉及到的性别不同。

名词的性分为两种：

1. 有生命的词，比如：教授，老师，学生，狗，猫，狮子等等，这样的词既有词性也有性别;在大部分情况下，词性和性别是对应的，例如：Lupo公狼和lupa母狼；Gatto公猫和gatta母猫；Marito丈夫和moglie妻子。
2. 无生命的词，阳性：capo,capello,linguaggio,occhio,orecchio,sole,cappello,innamoramento,isolamento等；阴性：lingua,luna,missione等。

名词的性阳性名词的词尾有
- 以o结尾的;大部分以o结尾的单数名词是阳性，例如: ragazzo,marito,muro,naso,occhio,capo,cavallo,lupo等；
- 以e结尾的;有一些是阳性，例如: professore,attore,dottore,fiore,insegnante,signore等；
- 还有一些词（主要是來自希腊语的词语），词尾是a他们也是阳性，例如: tema,sistema,problema等。

阴性名词的词尾有
- 以a结尾的大部分是阴性，例如：Ragazza,stanza,figlia,cavalla,lupa,amicizia等；
- 以e结尾的，有一些是阴性，例如：Moglie,situazione,dichiarazione,chiave,attrice等；
- 所有以à结尾的单词都是阴性，所有以i结尾的单数名词也都是阴性；
- 极少数一些词，它们的词尾是o,但是词性是阴性，可以忽略不计；
- 名词的数，一般来说，名词都有单数和复数两种形式（有一些单词比较多见的只有他的单数形式，比如acqua水，常见的形式只有单数）。

|      | 词干以-o结尾 | 词干以-e结尾（第一类） | 词干以-a结尾（第一类） | 词干以-a结尾（第二类） | 词干以-e结尾（第二类） | 词干以-i结尾 | 词干以-à结尾 |
| ---- | ------------ | ---------------------- | ---------------------- | ---------------------- | ---------------------- | ------------ | ------------ |
| 单数 | -o           | -e                     | -a                     | -a                     | -e                     | -i           | -à           |
| 复数 | -i           | -i                     | -i                     | -e                     | -i                     | -i           | -à           |

## 代词

### 人称代词
意大利语是十分严谨的语言。举例来说，想要表达“你”这个意思，在意大利语中可以用第二人称单数、第三人称单数、第二人称复数或第三人称复数。你选用哪一个依亲密或尊敬程度而定。

在马尔凯地区，用人称代名词“tu”称呼任何人都可以（很多广告里也这么用）。但是在大多数其他地区，这个词仅仅用于家庭范围内，如果用它来称呼其他人就有些太过随便了。因此称别人“Lei”（首字母需大写）还算比较安全，尽管事实上其字面意思是“她”。

#### 主格人称代词
|          |          | 单数              | 复数         |
| -------- | -------- | ----------------- | ------------ |
| 第一人称 | 第一人称 | io                | noi          |
| 第二人称 | 非敬词   | tu                | voi          |
| 第二人称 | 敬词     | Lei               | Loro         |
| 第三人称 | 阳性     | lui（egli, esso） | loro（essi） |
| 第三人称 | 阴性     | lei（ella, essa） | loro（esse） |

#### 宾格人称代词
|          |          | 单数 | 复数 |
| -------- | -------- | ---- | ---- |
| 第一人称 | 第一人称 | mi   | ci   |
| 第二人称 | 非敬词   | ti   | vi   |
| 第二人称 | 敬词     | La   | Le   |
| 第三人称 | 阳性     | lo   | li   |
| 第三人称 | 阴性     | la   | le   |

#### 与格人称代词
|          |          | 单数 | 复数 |
| -------- | -------- | ---- | ---- |
| 第一人称 | 第一人称 | mi   | ci   |
| 第二人称 | 非敬词   | ti   | vi   |
| 第二人称 | 敬词     | Le   | Loro |
| 第三人称 | 阳性     | gli  | loro |
| 第三人称 | 阴性     | le   | loro |

#### 反身人称代词
|          |          | 单数 | 复数 |
| -------- | -------- | ---- | ---- |
| 第一人称 | 第一人称 | mi   | ci   |
| 第二人称 | 非敬词   | ti   | vi   |
| 第二人称 | 敬词     | si   | si   |
| 第三人称 | 第三人称 | si   | si   |

#### 属格人称代词
|          |      |      | 单数   | 复数      |
| -------- | ---- | ---- | ------ | --------- |
| 第一人称 | 单数 | 阳性 | il mio | il nostro |
| 第一人称 | 单数 | 阴性 | la mia | la nostra |
| 第一人称 | 复数 | 阳性 | i miei | i nostri  |
| 第一人称 | 复数 | 阴性 | le mie | le nostre |
| 第二人称 | 单数 | 阳性 | il tuo | il vostro |
| 第二人称 | 单数 | 阴性 | la tua | la vostra |
| 第二人称 | 复数 | 阳性 | i tuoi | i vostri  |
| 第二人称 | 复数 | 阴性 | le tue | le vostre |
| 第三人称 | 单数 | 阳性 | il suo | il loro   |
| 第三人称 | 单数 | 阴性 | la sua | la loro   |
| 第三人称 | 复数 | 阳性 | i suoi | i loro    |
| 第三人称 | 复数 | 阴性 | le sue | le loro   |

#### 介词人称代词
在某些介词后要应用这些特殊的人称代词：
|          |          | 单数 | 复数 |
| -------- | -------- | ---- | ---- |
| 第一人称 | 第一人称 | me   | noi  |
| 第二人称 | 非敬词   | te   | voi  |
| 第二人称 | 敬词     | Lei  | Loro |
| 第三人称 | 阳性     | lui  | loro |
| 第三人称 | 阴性     | lei  | loro |

### 指示代词
指示代词包括两个，即questo和quello。
questo   这个
quello  那个

### 关系代词
意大利语关系代词最常用者为“Che”，意思相当于英语中的关系代词“that”、“whom”等。在正式场合及书面语中，可以用“Il quale”、“la quale”、“i quali”、“le quali”等关系代词来替代“che”。这些替代有时是为了避免关系代词引出的句子与其所修饰词产生的语意不明。

## 形容词
形容词本身没有性、数，但是由于修饰名词的时候要和名词的性数进行搭配，所以，形容词也有性数的变化。

同样的，我们也用词尾来考察形容词的性数变化。

形容词的词尾主要有两：1.以o结尾的形容词；2.以e结尾的形容词。

个别形容词的词尾既不是o，也不是e，而是u，例如blu，这样的形容词在修饰名词的时候，不管名词是什么性数，自身都不变。

bicchiere blu　阳性单数

carta blu　阴性单数

capelli blu　阳性复数

pareti blu　阴性复数

由于形容词要和名词进行性数搭配，而名词的性、数可能性只有四种，阳性单数，阳性复数，阴性单数，阴性复数四种。遇到不同的名词，首先要确定的是该名词的性数，然后用相应的形容词对其进行修饰。

以o结尾的形容词在和名词进行搭配的时候，自身有四种变化，以caro amico为例：

caro amico　阳性单数

cari amici　阳性复数

cara amica　阴性单数

care amiche　阴性复数

注意：这里我们说的是形容词与名词的性数搭配，而不是词尾搭配。以o结尾的形容词，在搭配阳性单数名词的时候，词尾o不变；在搭配阴性单数名词的时候，词尾o变成a；在搭配阳性复数名词的时候，词尾o变成i；在搭配阴性复数名词的时候，词尾o变成e；以e结尾的形容词进行搭配的时候，变化如下：

修饰阳性：amico importante　单数　amici importanti　复数

修饰阴性：carta grande　单数　carte grandi　复数

初学者往往会认为，意大利语中，形容词与名词的搭配就是词尾搭配，其实不然。名词有性数的变化的情况共有四种可能：阳性单数、阳性复数、阴性单数和阴性复数）。修饰名词的词要与名词进行性和数的搭配。形容词本身是没有阳性、阴性的，也就是说，没有阳性形容词或者阴性形容词之分，有的是形容词的阳性形式和阴性形式、单数形式和复数形式。在修饰什么词性的名词，形容词就相应的变成什么样的形式来搭配名词。在判断清楚名词的性数之后，就是按照性数一致的原则进行搭配，而不是按照词尾一致的原则进行搭配。明白这一点，对于名词性数变化以及搭配关系很重要。

一句话总结，就是，形容词修饰名词，不是词尾搭配，而是通过词尾，体现性数搭配。

看下列错误的例子：libro importanto

这个词组不正确。被修饰的名词是libro，阳性单数（s.m.），修饰它的形容词是importante，是一个以e结尾的形容词，根据性数搭配的原则，应当写作libro importante，如果改成复数，即libri importanti。这个例子显然是按照词尾搭配一致的原则来写，是不正确的。

再如：chiave piccole

这个错误的例子也是没有弄清楚名词性数以及形容词与名词的修饰关系。修饰名词的词（这里是形容词）在和名词进行搭配的时候，应当是形容词跟着名词进行变化，而不能看怎么读起来比较顺。这个词组被修饰的名词是chiave，意思是钥匙，是一个阴性单数名词，piccolo是一个以o结尾的形容词，修饰阴性单数，应当写作chiave piccola，变成复数，先变名词chiave——chiavi，piccolo修饰阴性复数，变成piccole，复数形式写作chiavi piccole。

### 属格形容词
|          |      |      | 单数 | 复数   |
| -------- | ---- | ---- | ---- | ------ |
| 第一人称 | 单数 | 阳性 | mio  | nostro |
| 第一人称 | 单数 | 阴性 | mia  | nostra |
| 第一人称 | 复数 | 阳性 | miei | nostri |
| 第一人称 | 复数 | 阴性 | mie  | nostre |
| 第二人称 | 单数 | 阳性 | tuo  | vostro |
| 第二人称 | 单数 | 阴性 | tua  | vostra |
| 第二人称 | 复数 | 阳性 | tuoi | vostri |
| 第二人称 | 复数 | 阴性 | tue  | vostre |
| 第三人称 | 单数 | 阳性 | suo  | loro   |
| 第三人称 | 单数 | 阴性 | sua  | loro   |
| 第三人称 | 复数 | 阳性 | suoi | loro   |
| 第三人称 | 复数 | 阴性 | sue  | loro   |

### 指示形容词
- Questo

|      | 单数          | 复数   |
| ---- | ------------- | ------ |
| 阳性 | questo,quest' | questi |
| 阴性 | questa,quest' | queste |

- Quello

|      | 单数               | 复数        |
| ---- | ------------------ | ----------- |
| 阳性 | quel,quell',quello | quei,quegli |
| 阴性 | quella,quell'      | quelle      |

形容词之前要加动词：“essere”（是）

### 形容词对比
意大利语中，形容词被分为3种gradi：
第一种：grado positivo。
是指一个普通的形容词，比如：la maglia blu；
第二种：grado comparativo。
是对两个人的形容词做比较，grado comparativo 还能被分成三种模式：
comparativo di maggioranza  对比大的方面，比如：Giovanni è più alto di Marco ( giovanni 比 marco 更高 ）；
comparativo di minoranza   对比小的方面，比如：Luca è meno intelligente di Matteo,（luca 比 matteo 不更聪明）；
comparativo di uguaglianza，是指一样的方面，比如：Lucia è bassa come Martina (
lucia 跟 martina 一样矮）。
第三种：grado superlativo
grado superlativo 被分为两种模式：
superlativo assoluto ：是指你的那个方面已经到达了极限。
为了得到assoluto模式需要增加：
-issimo（阳性单数）issimi（阳性复数）/issima（阴性单数）issime（阴性复数）（Luca è bravissimo）；
-添加前缀，比如：
super,star,extra,mega…(Luca è strabello)。

superlativo relativo：
是指一个人的方面是一群人里面最高/低的
（比如：Luca è il più alto della classe）Luca是班里面最高的
在relativi前面要加冠词：il/i/la/le

## 副词

### 方式副词
- 主要表示状态和方式
- 回答Come?或In che modo?等问题

### 时间副词
- 例如：oggi今天,ieri昨天,domani明天,adesso现在,prima以前,dopo以后,anche还
- 表示时间，回答Quando?等问题

### 地点副词
- 例如：qui/qua这里,lì/là那里,sotto下面,su上面,vicino/presso附近,dove哪里,altrove其他地方,dappertutto到处
- 可表示地点，回答dove?等问题

### 数量副词
- 例如：molto很。非常,troppo太,poco少,almeno至少,solo/soltanto仅仅
- 表示一定的数量和程度，回答Quanto?等问题

## 介词
- 缩合前置词

介词与个别定冠词组合时会有以下特殊的变体：
|     | il  | lo    | la    | i   | gli   | le    |
| --- | --- | ----- | ----- | --- | ----- | ----- |
| di  | del | dello | della | dei | degli | delle |
| a   | al  | allo  | alla  | ai  | agli  | alle  |
| da  | dal | dallo | dalla | dai | dagli | dalle |
| in  | nel | nello | nella | nei | negli | nelle |
| con | col | collo | colla | coi | cogli | colle |
| su  | sul | sullo | sulla | sui | sugli | sulle |
| per | pel |       |       | pei |       |       |

- PS:现在意大利语中一般不合并per，tra，fra

## 连词

### 并列连词
连接词汇或并列句
例：
- e（后接元音开头的词时用ed）和、与
- o或
- ma但、不过
- però可是，但是

ps：意大利语语法中不能出现：“ma però”。相当于说两次“但是”

### 从属连词
连接从句
例：
- se假如、如果
- perché因为
- che（引导从句，相当于英语中的that）

## 动词
参看：意大利语动词

## 文献
- Berloco, Fabrizio. . Lengu. 2018. ISBN 9788894034813.
- Palermo, Massimo. . Il Mulino. 2015. ISBN 9788815258847.
- Raffaele, Simone. . Treccani. 2010.